# Paracestracion
Paracestracion is een geslacht van uitgestorven heterodontide haaien uit rotsen uit het Vroeg-Jura tot het Vroeg-Krijt in Engeland, Frankrijk, Duitsland en Luxemburg. Het geslacht, voor het eerst benoemd in 1911 door Ernst Hermann Friedrich von Koken in Karl Alfred von Zittel, bevat vijf soorten: Paracestracion bellis uit het Bathonien van Engeland, de typesoort Paracestracion falcifer uit de Tithonien en Kimmeridgien van Weymouth, Engeland en Solnhofen, Duitsland, dat oorspronkelijk werd benoemd als een soort van Cestracion (nu gezien als een synoniem van Heterodontus) in 1857 door Johann Andreas Wagner, Paracestracion pectinatus uit het Valanginien van Frankrijk, Paracestracion sarstedtensis, oorspronkelijk geclassificeerd als een soort van Heterodontus, uit het Toarcien en Aalenien van Duitsland, en Paracestracion viohli uit de oude Painten-formatie uit het Tithonien van Duitsland, met een zesde onbepaalde soort bekend uit de verouderde Variabilis-laag uit het Toarcien van La Couche à Crassum (onderdeel van de grotere Posidoniaschalie) in Luxemburg.